# Aeroportul Sumburgh
Aeroportul Sumburgh (IATA: LSI, ICAO: EGPB) este un aeroport din Shetland, Scoția, Regatul Unit ce deservește zona Shetland. Aeroportul a fost tranzitat în 2022 de 246.390 de pasageri. A fost deschis în 1936.
Situat la o altitudine de 6 m, aeroportul dispune de 3 piste.

## Infrastructură

### Piste
Aeroportul dispune de 3 piste: 
- pista 06/24 din asfalt, cu dimensiunile 550 m × 45 m
- pista 09/27 din asfalt, cu dimensiunile 1.500 m × 45 m
- pista 15/33 din asfalt, cu dimensiunile 1.426 m × 46 m